# Balmain Tigers
Pour les articles homonymes, voir Balmain (homonymie).
Les  Balmain Tigers  (nom complet : Balmain & District Rugby League Football Club) étaient un club australien de rugby à XIII basé à Leichhardt, dans l'ouest de Sydney, en Nouvelle-Galles du Sud. Fondé en 1908, il a fusionné avec les Western Suburbs Magpies pour former les Wests Tigers (National Rugby League). Seuls South Sydney et Saint George ont été plus souvent sacrés jusqu’à cette fusion.

## Historique
Les Tigers étaient l’un des neuf clubs fondateurs de la New South Wales Rugby League, première ligue professionnelle de rugby à XIII d’Australie, qu’ils allaient remporter à 11 reprises. 
Les deux principales périodes de domination s’étalent de 1915 à 1920 (5 titres) puis de 1944 à 1948 (5 finales consécutives dont trois victorieuses). Par la suite, Balmain se heurte à l’hégémonie de South Sydney puis de St. George, et ne connaît ensuite que 6 finales (pour un seul titre) jusqu’en 1999, malgré des qualifications régulières pour les playoffs dans les années 1980. En 1995 et 1996, l'équipe est dénommée Sydney Tigers.
En 1995, les Tigers intègrent la compétition qui remplace la NSWRL, la Australian Rugby League, pendant trois saisons. Mais l’apparition d’une ligue concurrente (la Super League) força plusieurs clubs à se rapprocher pour demeurer viables. Ce fut le cas des Tigers qui, après avoir approché les Parramatta Eels et les Gold Coast Chargers, s’unissent finalement aux Western Suburbs Magpies en 1999, chaque club prenant 50 % des parts de la nouvelle entité, qui intégra la nouvelle National Rugby League, fruit de la fusion entre l’ARL et la Super League en 2000.
Les Balmain Tigers existent toujours comme équipe réserve des Wests Tigers dans les compétitions organisées par la New South Wales Rugby League. Ils évoluent en première division amateur au sein d'une équipe mixte, les Balmain-Ryde Eastwood Tigers, qu'ils composent avec les Ryde-Eastwood Hawks.

## Palmarès
- Championnat d'Australie (dont New South Wales Rugby League, Australian Rugby League et National Rugby League)
  - Vainqueur (Premiership) (11) : 1915, 1916, 1917, 1919, 1920, 1924, 1939, 1944, 1946, 1947, 1969
  - Deuxième (9) : 1909, 1936, 1945, 1948, 1956, 1964, 1966, 1988, 1989
  - Vainqueur de la saison régulière (Minor premiership) (7) : 1915, 1916, 1917, 1919, 1920, 1924, 1939

## Records
Palmarès des joueurs
- Paul Sironen: 246 matchs
- Garry Jack: 244
- Ben Elias: 234
- Keith 'Golden Boot' Barnes: 200
- Wayne 'Junior' Pearce: 192
- Tim Brasher: 185
- Charles Fraser: 185
- Steve Roach: 185
- Reg Latta: 176
- Garry Leo: 173

## Autres joueurs emblématiques du club
- Bob Craig
- Norm 'Latchem' Robinson
- Arthur Beetson
- Laloa Milford
- Ellery Hanley
- Gary Freeman

## Entraîneurs
- Harry Bath
- Warren Ryan
- Alan Jones
- Frank Stanton
- Wayne Pearce